# 朱丙元
朱丙元，浙江仁和人，是一名清朝政治人物。
朱丙元曾于接替徐星钤任龙岩州知州一职，由刘玉璋接任。